# Anthidium akermani
Anthidium akermani är en biart som beskrevs av Mavromoustakis 1937. Anthidium akermani ingår i släktet ullbin, och familjen buksamlarbin. Inga underarter finns listade i Catalogue of Life.